# Neuvěřitelný Hulk
Neuvěřitelný Hulk (v anglickém originále The Incredible Hulk) je americký akční film z roku 2008, který natočil režisér Louis Leterrier podle komiksů o Hulkovi. V hlavní roli Bruce Bannera, vědce, jenž byl při pokusech ozářen radiací a při vzteku se změní na velké běsnící monstrum, se představil Edward Norton. Jedná se o druhý celovečerní snímek z filmové série Marvel Cinematic Universe.

## Příběh
Před pěti lety prováděl jaderný fyzik Bruce Banner z Culverovy univerzity ve Virginii, společně se svou přítelkyní a kolegyní Betty Rossovou, výzkum pro americkou armádu. Generál Thunderbolt Ross, otec Betty, jim řekl, že jde o experimenty, jejichž výsledkem by byla odolnost člověka vůči záření gama. Ve skutečnosti se armádní důstojník snažil o znovuvytvoření séra, které vzniklo v programu Supervoják (v originále Supersoldier) za druhé světové války. Banner si byl výsledky svého výzkumu imunity proti radiaci tak jistý, že si vyrobené sérum aplikoval sám. Látka však zapříčinila, že se změnil v obrovské zelené monstrum, zničil laboratoř a zranil nebo zabil několik lidí. Po návratu do lidské podoby vědec uprchl a generál Ross po něm začal všemi možnými prostředky pátrat, avšak dlouho neměl žádnou stopu.
V současnosti se Bruce Banner ukrývá v Brazílii, kde v Riu de Janeiru pracuje ve stáčírně limonády. V Hulka se změní vždy, když jeho srdeční tep překročí hranici 200 úderů, proto se snaží rozvíjet sebeovládání (neproměnil se už pět měsíců). Stále se snaží vyléčit svůj stav, takže přes internet spolupracuje s kolegou, kterého zná pouze pod přezdívkou Pan Blue (v originále Mr. Blue), zatímco on sám vystupuje jako Pan Green (v originále Mr. Green). Při práci v továrně se Banner nešťastnou náhodou řízne do prstu, kapky jeho krve spadnou do lahve. Takto kontaminovaný nápoj vypije konzument v Milwaukee, u kterého se projeví nemoc z ozáření. Díky této stopě dokáže Ross uprchlíka najít a pošle za ním SWAT tým vedený elitním britským mariňákem Emilem Blonskym. Tým ho však nedokáže zajmout, protože se Bruce při útěku změní v Hulka a uprchne jim. Generál následně informuje Blonského o stavu Bannera/Hulka a Brit souhlasí s injekcí malé dávky stejného séra, které mu poskytne větší rychlost, sílu, hbitost a sebeuzdravování, avšak za cenu počátku deformace jeho těla a narušení jeho úsudku.
Banner se jako Hulk dostane na útěku z Ria až do Střední Ameriky a odtud se v lidské podobě vrátí zpět do Virginie, aby se znovu shledal s Betty, která však nyní chodí s psychiatrem Leonardem Samsonem. V areálu Culverovy univerzity je Bruce napaden Rossovými vojáky, včetně Blonského, kteří se o něm dozvěděli díky zprávě od podezřívavého Samsona. Banner se změní v Hulka, útok armády odrazí a s Betty uprchne. Po nějaké době společně kontaktují Pana Blue, ve skutečnosti molekulárního biologa Samuela Sternse, se kterým se setkají v New Yorku. Ten jim poví, že vyvinul potenciální protilátku, která možná funguje pouze pro zvrácení každé jednotlivé proměny. Test na Bannerovi ale proběhne úspěšně. Sterns zároveň prozradí, že z Bannerových krevních vzorků, které mu zaslal z Brazílie, syntetizoval velké množství krve, která by mohla pomáhat v medicíně. Banner se ale bojí, aby Hulkova síla nepadla do rukou armády, proto chce tyto zásoby krve zničit.
Těžce zraněný Blonsky se mezitím, díky účinkům malé dávky séra, zcela uzdraví a potřetí se společně s Rossem vydá chytit Bannera. To se jim ve Sternsově laboratoři skutečně povede a společně s Betty je naložen do vrtulníku. Blonsky však sám touží po Hulkově síle, proto donutí Sternse, aby mu aplikoval Bannerovu krev. Britský voják se poté díky kombinaci séra Supervoják a Bruceovy krve změní v šílené monstrum Abomination, větší a silnější než Hulk, které začne ničit Harlem. Protože právě Hulk je jedinou možností, jak ho zastavit, generál Ross Bannera propustí. Vědec vyskočí z vrtulníku, po dopadu se změní v Hulka a začne dlouhý souboj, ve kterém Blonského porazí, avšak na žádost Betty ho ušetří. Po bitvě opustí New York a o měsíc později dorazí do Britské Kolumbie, kde se v chatě uprostřed přírody snaží potlačovat svoji transformaci. Místo toho však zjistí, že se dokáže změnit v Hulka i sám ze své vlastní vůle.
Tony Stark se v baru setká s generálem Rossem a informuje ho, že vzniká tým.

## Obsazení

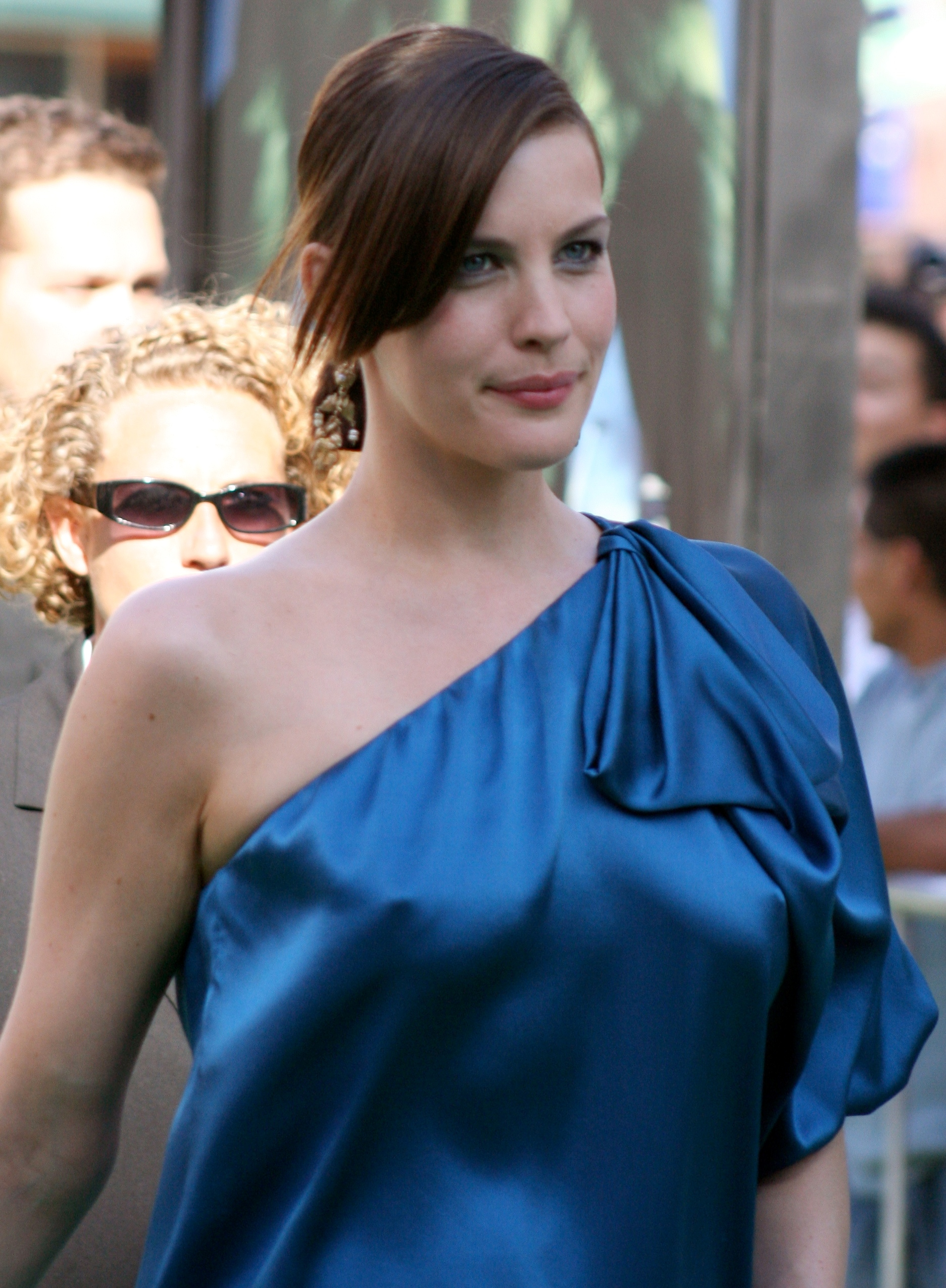
Liv Tylerová na slavnostní premiéře Neuvěřitelného Hulka

- Edward Norton (český dabing: Pavel Vondra) jako Bruce Banner / Hulk
- Liv Tylerová (český dabing: Jitka Ježková) jako Elizabeth „Betty“ Rossová
- Tim Roth (český dabing: Zdeněk Podhůrský) jako Emil Blonsky / Abomination
- William Hurt (český dabing: Jaromír Meduna) jako generál Thaddeus „Thunderbolt“ Ross
- Tim Blake Nelson (český dabing: Bohdan Tůma) jako Samuel Sterns
- Ty Burrell (český dabing: ?) jako Leonard Samson
- Christina Cabotová (český dabing: ?) jako major Kathleen Sparrová

Lou Ferrigno namluvil několik slov, které řekl Hulk, a zároveň se ve filmu objevil v cameo roli (strážný na univerzitě). V nich se představili také Stan Lee (muž z Milwaukee otrávený limonádou) a Robert Downey Jr. (Tony Stark).

## Produkce
Po natočení filmu Hulk v roce 2003 se plánoval sequel s chystaným uvedením do kin o dva roky později. K tomu však nedošlo a společnost Marvel Studios začala plánovat vlastní film o Hulkovi, který by měl jiný styl než předchozí snímek. Post režiséra druhého filmu série Marvel Cinematic Universe byl nabídnut Louisi Leterrierovi, který jej přijal. Zak Penn napsal během roku 2006 tři drafty scénáře, ale na předprodukci se dále nepodílel a věnoval se jiným projektům. V první polovině roku 2007 byl do hlavní role Bruce Bannera obsazen Edward Norton, který až do zahájení natáčení přepracovával a doplňoval Pennův scénář (podle rozhodnutí Writers Guild of America ale byl celý skript připsán Zaku Pennovi). Podle producentky Gale Anne Hurdové je Neuvěřitelný Hulk kombinací rebootu a sequelu snímku Hulk, neboť novější film ignoruje řadu příběhových prvků předcházejícího filmu a jejich jediným společným jmenovatelem je Bruceovo ukrývání se v Jižní Americe.
Natáčení filmu s rozpočtem 150 milionů dolarů probíhalo od července do listopadu 2007.

## Vydání
Světová premiéra filmu Neuvěřitelný Hulk proběhla 8. června 2008 v kalifornském Universal City. Do kin byl uváděn od 12. června téhož roku, přičemž v USA se v kinodistribuci objevil 13. června a v ČR 17. července 2008.

## Přijetí

### Tržby
V Severní Americe utržil snímek 134 806 913 dolarů, v ostatních zemích dalších 128 620 638 dolarů. Celosvětové tržby tak dosáhly 263 427 551 dolarů, což činí z Neuvěřitelného Hulka komerčně nejméně úspěšný film ze série Marvel Cinematic Universe.

### Filmová kritika
Server Kinobox.cz na základě vyhodnocení 15 recenzí z českých internetových stránek ohodnotil film Neuvěřitelný Hulk 68 %. Server Rotten Tomatoes udělil snímku známku 6,2/10 a to na základě 223 recenzí (z toho 149 jich bylo spokojených, tj. 67 %). Od serveru Metacritic získal film, podle 38 recenzí, celkem 61 ze 100 bodů.

### Ocenění
Film Neuvěřitelný Hulk byl nominován na žánrovou cenu Saturn v kategorii Nejlepší sci-fi film.

### Navazující filmy
V dalších letech se uvažovalo o sequelu. K realizaci žádného celovečerního filmu, jenž by byl zaměřen na Hulka, ale v rámci série Marvel Cinematic Universe (MCU) nedošlo. V ostatních filmech MCU byla role Bruce Bannera / Hulka přeobsazena – ztvárnil ho zde Mark Ruffalo, který pro všechny budoucí filmy nahradil Nortona.